# Cantón de Saint-Aignan
El cantón de Saint-Aignan es una división administrativa francesa, situada en el departamento de Loir y Cher y la región Centro.

## Geografía
Este cantón es organizado alrededor de Saint-Aignan en él distrito de Romorantin-Lanthenay. Su altitud varía 61 m (Pouillé) a 186 m (Mareuil-sur-Cher) para una altitud media de 88 m.

## Historia
El cantón de Saint-Aignan, relacionado hasta el 1 de enero de 2007 a él distrito de Blois, ha sido separado a esta fecha por ser relacionado con él distrito de Romorantin-Lanthenay.

## Composición
El cantón de Saint-Aignan agrupa 15 comunas:
- Châteauvieux
- Châtillon-sur-Cher
- Chémery
- Choussy
- Couddes
- Couffy
- Mareuil-sur-Cher
- Méhers
- Meusnes
- Noyers-sur-Cher
- Pouillé
- Saint-Aignan
- Saint-Romain-sur-Cher
- Seigy
- Thésée

## Demografía
| 14 866 | 15 894 | 16 301 | 16 652 | 16 728 | 16 776 | 17 380 |
| Para los censos de 1962 a 1999 la población legal corresponde a la población sin duplicidades (Fuente: INSEE [Consultar]) |        |        |        |        |        |        |